# Armazi (Gott)
Armazi (georgisch არმაზი) war eine Gottheit in einem vor-christlichen Pantheon im antiken Iberien.

Darstellung von Armazi durch einen modernen Künstler.

Die literarische Tradition in Georgien schreibt dem ersten König von Kartli, Parnawas I. (reg. c. 302-237 v.C.) die Stiftung der Götterstatue des Armazi zu, die möglicherweise auch nach ihm benannt wurde. Der erste Aufstellungsort soll ein Berg bei seiner Hauptstadt gewesen sein, wo auch die Festung Armazi entstand.
In der Hagiographie Das Leben der heiligen Nino (9./10. Jahrhundert) wird die Statue des Armazi beschrieben als “a man of bronze standing; attached to his body was a golden suit of chain-armour, on his head a strong helmet; for eyes he had emeralds and beryls, in his hands he held a sabre glittering like lighting, and it turned in his hands” (deutsch: „ein stehender Mann aus Bronze; an seinen Körper war ein goldener Anzug aus einer Kettenrüstung angebracht, auf seinem Kopf trug er einen starken Helm; als Augen hatte er Smaragde und  Beryll, in seiner Hand hielt er einen Säbel der glänzte wie der Blitz, und er drehte sich in seinen Händen.“)
Im selben Bericht wird davon erzählt, dass die Heilige Nino ein großes Weihefest zu ehren des Götzenbildes erlebte, als sie daraufhin begann zu beten, wurde das Idol durch einen Blitzeinschlag vernichtet.
Außerhalb der mittelalterlichen georgischen Annalen, die mehr als fünf Jahrhunderte nach der Christianisierung entstanden, gibt es keine Berichte über das vorchristliche georgischen Pantheon.
Heutige Gelehrte streiten über Herkunft des Namens „Armazi“. Der Laut erinnert an den höchsten Gott der Zoroastrier, Ahura Mazda (Mittelpersisch: Ohrmazd, Armenisch: Aramazd) und zeitgenössische archäologische Funde weisen auf ein Vordringen des Zoroastrianismus ins antike Georgien hin.
Andererseits schlug Giorgi Melikishvili eine Identifikation von Armazi mit Arma, der Mondgottheit der Hethitischen Mythologie vor. Das passt zusammen mit den Beobachtungen von Ivane Javakhishvili, der einen vorchristlichen georgischen Mondkult annahm, welcher seit dem Mittelalter mit dem Kult um den christlichen Heiligen Georg (Tetri Giorgi), Georgiens Schutzpatron verschmolzen sein soll.